# Mahamane Kabaou
Mahamane Kabaou (* 20. Juni 1947 in Tanda; † 25. November 2009 in Villejuif) war ein nigrischer Politiker.

## Leben
Mahamane Kabaou arbeitete als Tiefbauingenieur. Er war mit Ibrahim Sama verwandt, einem Abgeordneten der Nigrischen Fortschrittspartei (PPN-RDA), der Einheitspartei der Ersten Republik (1960–1974). Als der PPN-RDA in den 1990er Jahren wiedergegründet wurde, schloss sich Kabaou dieser Partei an. Er wechselte 2003 zur Partei Demokratische und soziale Versammlung (CDS-Rahama).
Kabaou wurde am 27. Juni 2006 als Minister für Gesundheit und Endemiebekämpfung in die Regierung von Staatspräsident Mamadou Tandja und Premierminister Hama Amadou von der Partei Nationale Bewegung der Entwicklungsgesellschaft (MNSD-Nassara) berufen. Er folgte in dieser Funktion Ary Ibrahim nach, der wie er den CDS-Rahama-Strukturen in Region Dosso entstammte und der wegen des Vorwurfs der Veruntreuung von EU-Fördergeldern aus der Regierung entlassen worden war. Kabaou behielt in der Regierung von Staatspräsident Tandja und Premierminister Amadou vom 1. März 2007 sein Amt als Gesundheitsminister bei. Als Seini Oumarou Premierminister wurde, wurde er in der Regierung vom 9. Juni 2007 als Gesundheitsminister von Issa Lamine abgelöst.
Mahamane Kabaou starb 2009 im Hôpital Paul Brousse, einem Krankenhaus bei Paris.